# Stralsund

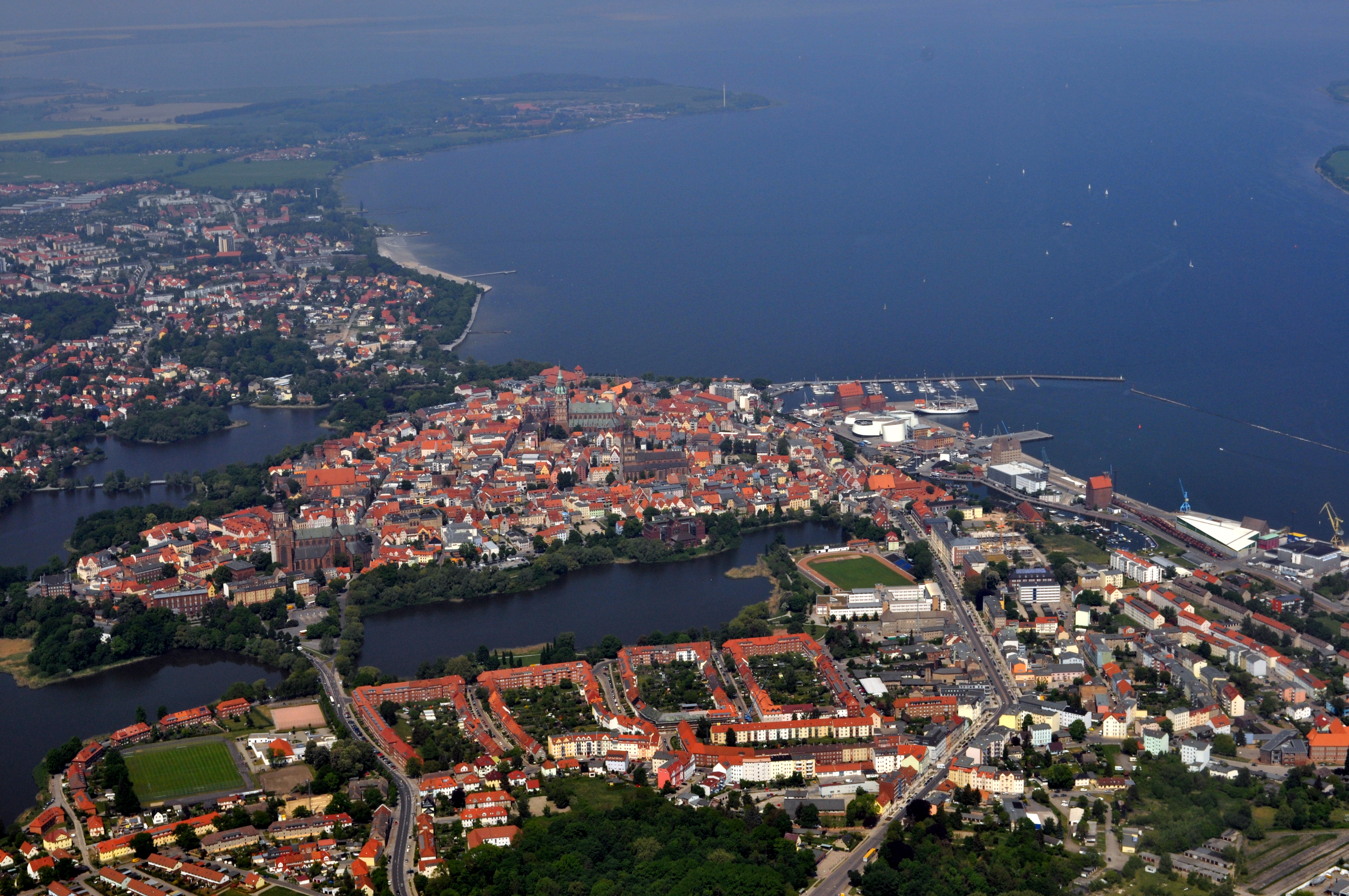
Flygfoto över Stralsund

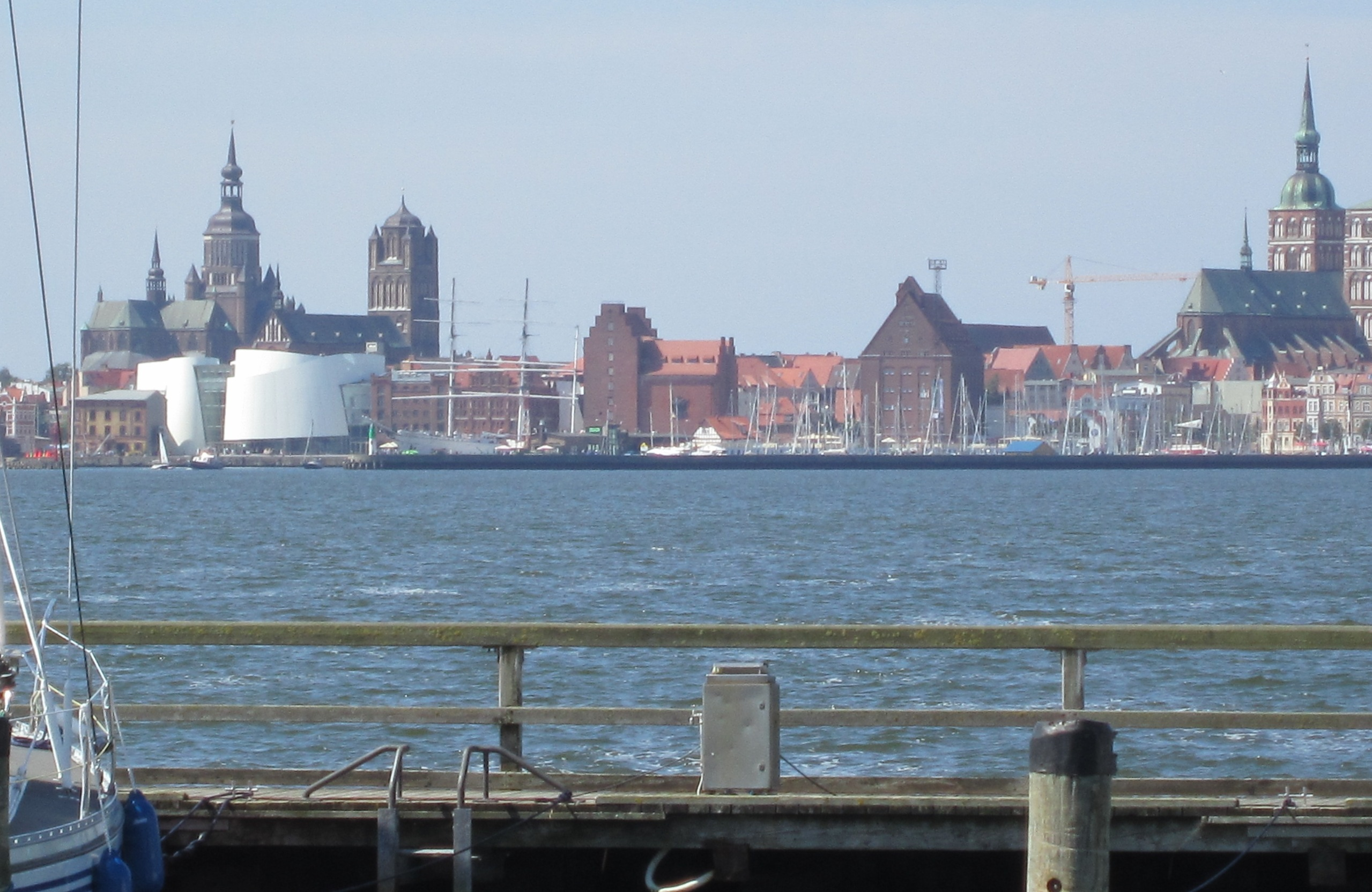
Stralsund sett från Altefähr, Rügen

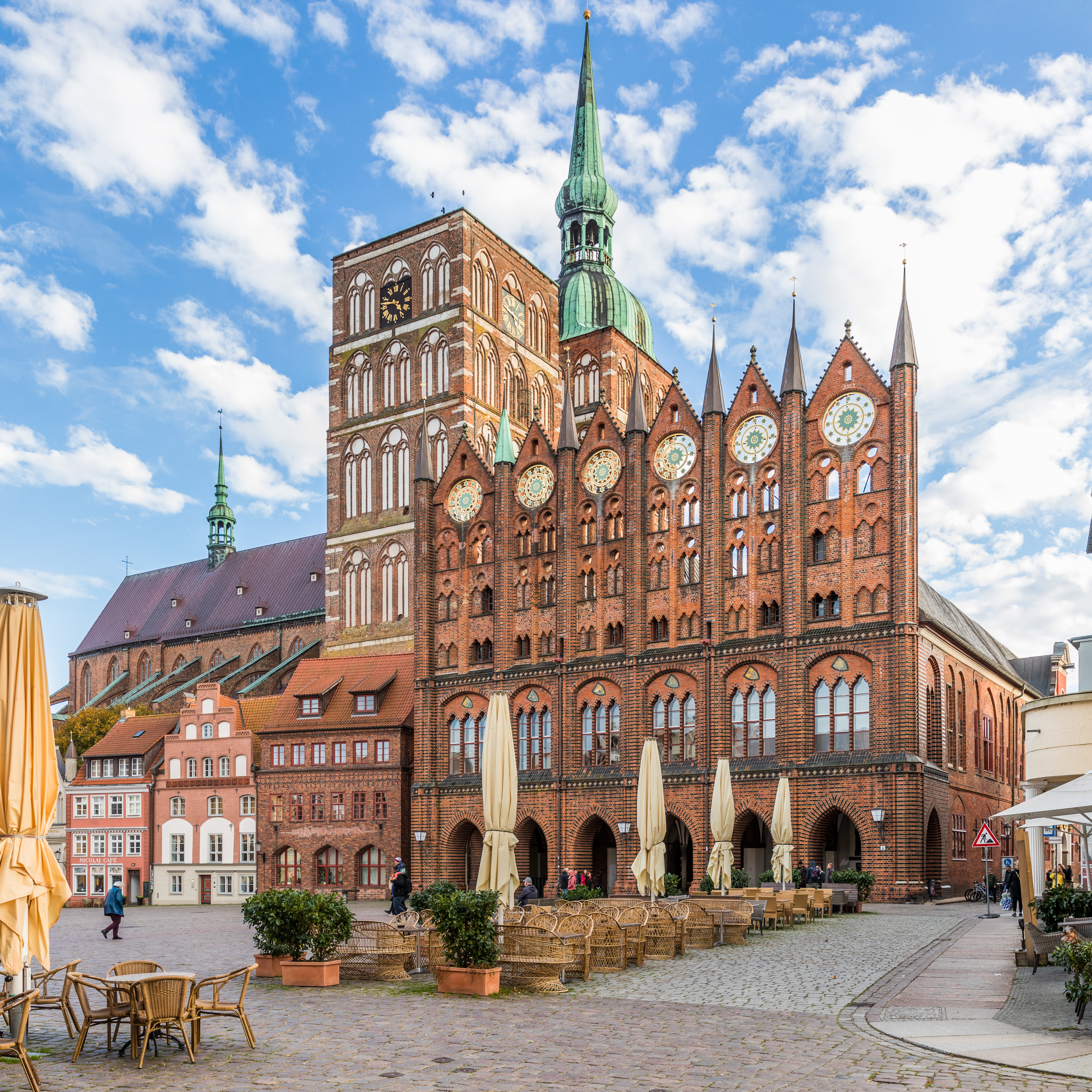
Alter Markt med Nikolaikyrkan och rådhuset

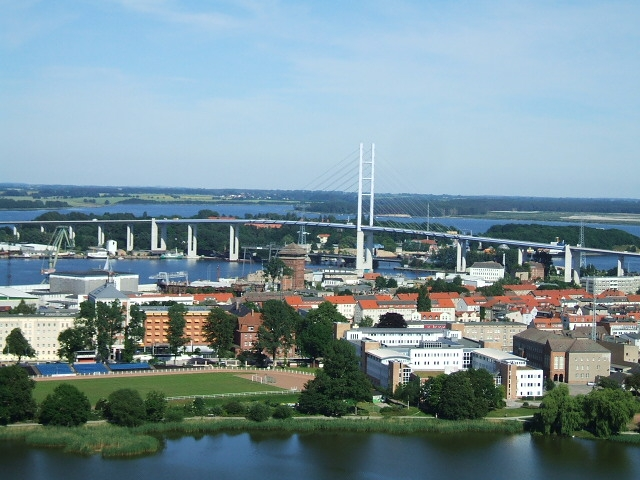
Rügenbrücke Den nya förbindelsen mellan fastlandet och Rügen

Stralsund är en tysk hamnstad vid Östersjökusten och sedan år 2011 huvudort i den då nybildade Landkreis Vorpommern-Rügen i förbundslandet Mecklenburg-Vorpommern. Staden har cirka 59 000 invånare. Genom sitt läge vid Östersjön och sin världsarvsmärkta historiska innerstad är Stralsund en av de viktigaste turistorterna i norra delen av Tyskland.
Stralsund är fördelaktigt beläget inom nära avstånd från storstadsregionerna Hamburg, Berlin, Öresundsregionen och Stettin, och regiopolis Rostock. Staden är ett regionalt centrum med närliggande universitetsstaden Greifswald.
Stralsund anlades 1234, blev 1278 hansestad och har sedan dess alltid varit en betydande sjöfartsstad. Stralsund tillhörde Sverige från Westfaliska freden 1648 till 1815, då svenska Pommern avträddes till Preussen för en större summa pengar. Under perioden 1720–1815 var staden säte för den svenske guvernören i Pommern. Det finns talrika svenskminnen i Stralsund.
I Stralsund finns i dag skeppsvarv, den tyska marinens tekniska skola, bryggeri samt arbetsmarknadens försäkringsanstalt, som är den största arbetsgivaren. År 2002 togs den gamla stadskärnan i Stralsund upp på Unescos världsarvslista.

## Stadsvapnet
Stralsunds stadsvapen har medeltida ursprung. Under den svenska tiden på 1700-talet ändrades vapnet så att fältet blev blått och korset ersattes av en krona av guld, men på 1930-talet återgick man till nuvarande utseende. Tinkturerna rött och silver grundar sig på Hansans röd-vita färger.

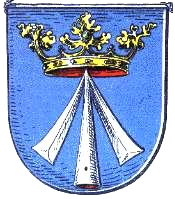
Stralsunds gamla svenska stadsvapen ersattes år 1939 av nytt stadsvapen, då NSDAP-styret i staden ville få bort den historiska svenska kopplingen till staden.

## Geografi

### Geografiskt läge
Stralsund ligger i den nordöstra delen av det historiska landskapet Vorpommern i Mecklenburg-Vorpommern i norra Tyskland. Stadens hamn ligger vid Strelasund i Östersjön, som skiljer det tyska fastlandet från ön Rügen och korsas av Rügenbron. I sundet utanför hamnen ligger den mindre ön Dänholm.

### Indelning
Stadens yta är 54,59 km² och med sina 59 290 invånare (2020) är den en av de tätast befolkade i Mecklenburg-Vorpommern. (1095 invånare per km²). Hansestaden Stralsund är indelad i följande stadsdelsområden och stadsdelar:
| Nr  | Stadsdelsområde   | Stadsdel            | Invånarantal (2020) |
| --- | ----------------- | ------------------- | ------------------- |
| 01  | Altstadt          |                     | 6 145               |
| 011 | Altstadt          | Altstadt            | 5 829               |
| 012 | Altstadt          | Hafeninsel          | 14                  |
| 013 | Altstadt          | Bastionengürtel     | 302                 |
| 02  | Knieper           |                     | 24 789              |
| 021 | Knieper           | Kniepervorstadt     | 5 921               |
| 022 | Knieper           | Knieper Nord        | 6 918               |
| 023 | Knieper           | Knieper West        | 12 150              |
| 03  | Tribseer          |                     | 10 451              |
| 031 | Tribseer          | Tribseer Vorstadt   | 5 526               |
| 032 | Tribseer          | Tribseer Siedlung   | 3 478               |
| 033 | Tribseer          | Tribseer Wiesen     | 1 317               |
| 034 | Tribseer          | Schrammsche Mühle   | 130                 |
| 04  | Franken           |                     | 6 586               |
| 041 | Franken           | Frankenvorstadt     | 5 126               |
| 042 | Franken           | Dänholm             | 287                 |
| 043 | Franken           | Franken Mitte       | 387                 |
| 044 | Franken           | Frankensiedlung     | 786                 |
| 05  | Süd               |                     | 4 579               |
| 051 | Süd               | Andershof           | 3 918               |
| 052 | Süd               | Devin               | 576                 |
| 053 | Süd               | Voigdehagen         | 85                  |
| 06  | Lüssower Berg     |                     | 221                 |
| 07  | Langendorfer Berg |                     | 302                 |
| 08  | Grünhufe          |                     | 6 217               |
| 081 | Grünhufe          | Stadtkoppel         | 357                 |
| 082 | Grünhufe          | Vogelsang           | 2 326               |
| 083 | Grünhufe          | Grünthal-Viermorgen | 3 456               |
| 084 | Grünhufe          | Freienlande         | 78                  |

## Historik

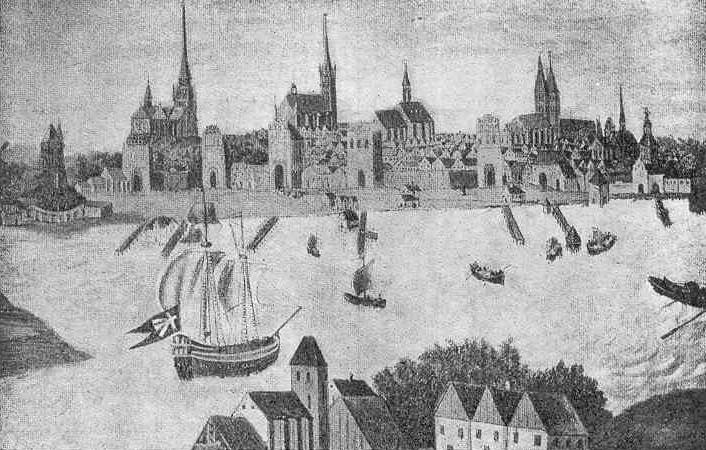
Stralsund sett från Rügen.

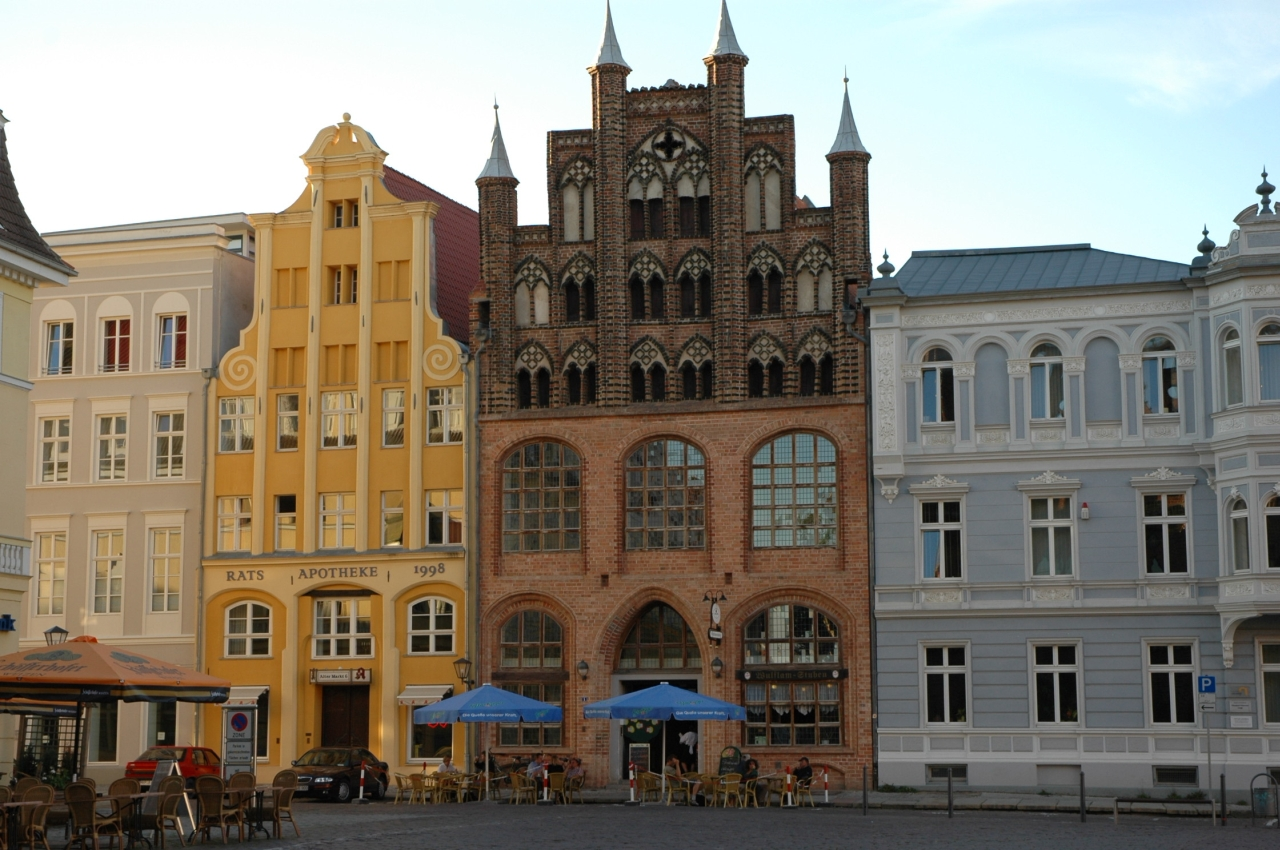
Alter Markt (nordsidan)

Stralsund anlades 1234 av Wizlaw I, furste av Rügen. Trots att staden flera gånger blev härjad, växte den i betydenhet och var på 1300-talet, näst Lübeck, Hansaförbundets förnämsta stad och fick under de pommerska hertigarnas välde viktiga privilegier.
Staden slöt 24 juni 1628  förbund med Gustav II Adolf. Tidigare samma år hade den blivit hårt ansatt av de kejserliga trupperna under Wallenstein, för vars Östersjöplaner Stralsund var oundgänglig. Gustav II Adolf skickade trupper - 600 man Norrlandsknektar - under Alexander Leslies överbefäl för att tillsammans med danska trupper hjälpa till med att försvara staden. Belägringshären tvingades att efter stora förluster bryta upp den 24 juli. Segern har firats årligen sedan dess. Stralsunds dåvarande befästningar utgjordes endast av en tornprydd ringmur samt av smala jordlinjer på och framför de vallar, som förenade den i övrigt, av en bred våt vallgrav, omgivna staden med fastlandet. Sedan Gustaf Adolf i september 1630 kommit till Stralsund med större delen av sin armé och beslutat att göra Stralsund till sin operationsbas, förmåddes borgarna att förstärka försvarsverken med ett par bålverk samt raveliner och utanverk, allt palissaderat, vid Franken- och Knieperportarna ävensom befästningen på Dänholm.
Vid denna tid var staden känd som Strålsund på svenska.

### Svensktiden

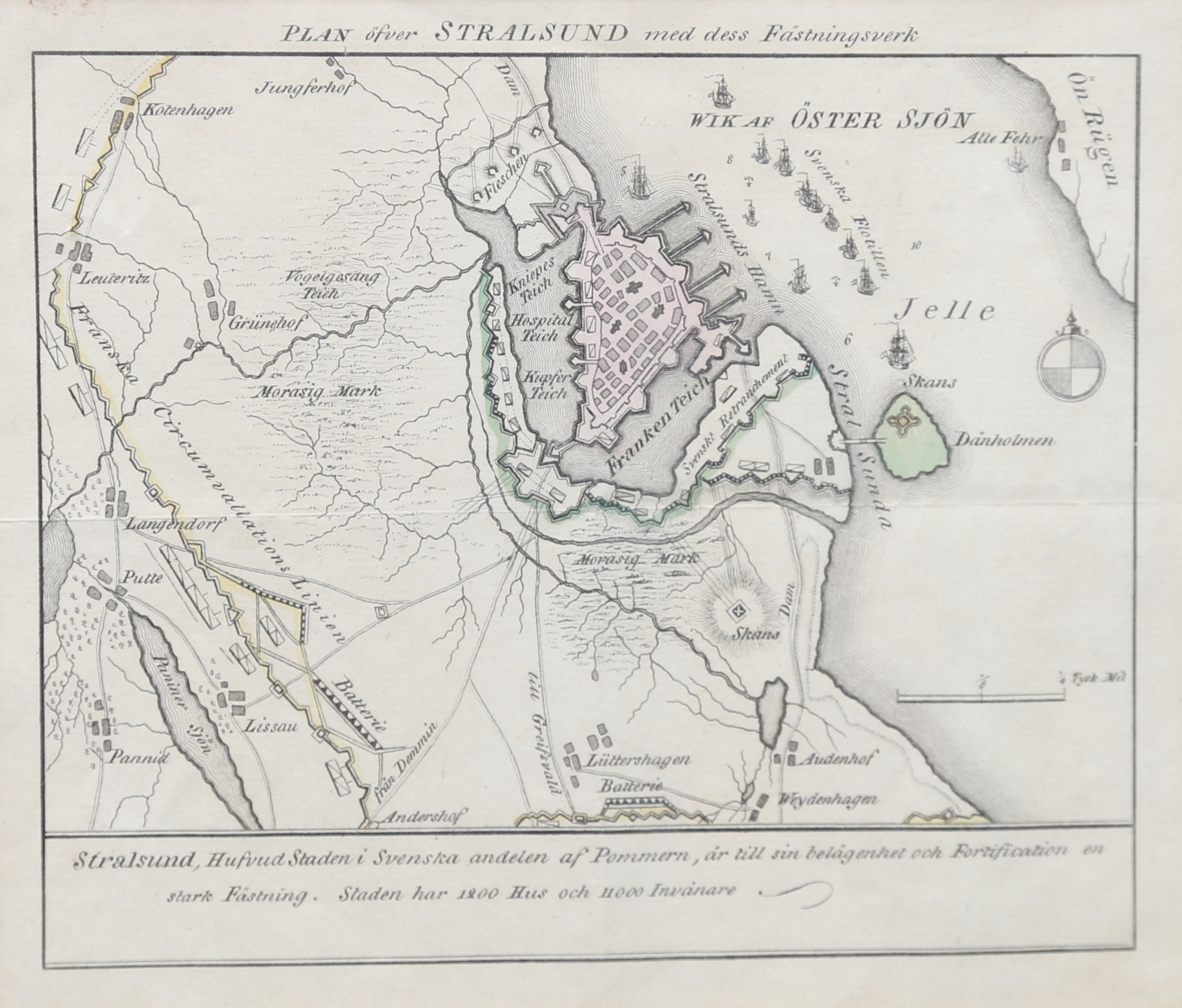
Stralsund på ett kopparstick från sent 1700-tal som visar staden med dess hamn, samt omgivningarna med sina fästningsverk.

Genom westfaliska freden 1648 kom Stralsund i svensk ägo och var, med vissa avbrott, under ett och ett halvt århundrade svenskarnas viktigaste förpost på kontinenten. I september 1678 anfölls staden av Fredrik Vilhelm I av Brandenburg med omkring 21 000 man. Fredrik Vilhelm I lät slutligen 157 grova kanoner spela mot staden, som råkade i brand. Borgarna gjorde myteri och 15 oktober 1678 måste Otto Wilhelm von Königsmarck dagtinga. Genom freden 1679 återgick Stralsund till Sverige och stadens illa medfarna försvarsverk återställdes och byggdes ut, bland annat med ett hornverk framför Knieperporten. I juni 1680 förstördes stora delar av staden i en omfattande brand.
Under stora nordiska kriget blockerades Stralsund av de allierade (ryssar, sachsare, danskar) mellan den 7 september 1711 och den 7 januari 1712 samt hösten 1713. Den 11 november 1714 kom Karl XII till staden. I september, året därpå, belägrades den av de allierade (preussare, danskar, sachsare). Staden var då i tämligen gott försvarsstånd. Försvararna byggde dessutom, under belägringen, en mängd framskjutna verk, retrancherade Dänholm och Altefähr, iståndsatte Redewichskansen och byggde en redutt på Ruden. Försvaret leddes av kungen själv. Först den 2 november 1715 öppnade fienden artillerield; i december 1715 började staden likna en grushög och redan 12 december 1715 var en bräsch skjuten. Natten till den 12 december 1715 lämnade Karl XII staden för att segla över till Skåne och följande dag tvingades staden kapitulera. Efter fredsslutet 1720 återlämnades Stralsund till svenskarna.
Under sjuåriga kriget blockerades Stralsund vintrarna 1757-1758 och 1758-1759 av preussarna. Enligt en av Virgin utarbetad plan arbetades "med force" på Stralsunds förstärkande från 1770 till 1776, varefter en av von Röök utarbetad förstärkningsplan följdes. I februari-mars 1807, under pommerska kriget 1805–07, var staden innesluten av fransmännen; de fördrevs ur Pommern, men återkom och började den 6 augusti 1807 belägra Stralsund, som redan den 20:e samma månad öppnade sina portar, sedan svenskarna natten innan övergått till Rügen. Fransmännen raserade en del av försvarsverken. Den 31 maj 1809 stormades, den av Schills friskara besatta, platsen av danskar och holländare. År 1810 återfick Sverige Stralsund genom freden i Paris, men avträdde det jämte det övriga Pommern 1814 till Danmark, som 1815 överlät det till Preussen.
Staden behöll länge sitt särskilda, under de katolska hertigarnas välde tillsatta, protestantiska stadskonsistorium. Stadens borgmästare, syndikus och rådsmedlemmar hade som sådana personligt adelskap, ett privilegium förlänat av Karl XII. Nicodemus Tessin d.ä. och Carl Wilhelm Scheele föddes och växte upp i Stralsund.

### Preussen och mellankrigsåren
År 1873 upphörde Stralsund att vara fästning. 
Efter första världskriget präglades staden av oroligheter tills en borgerlig stadsregering bildades 1919. Den upplöstes 1933 av nationalsocialisterna. Stralsund intogs av Röda armén den 1 maj 1945.

### Efter 1945
Efter andra världskriget blev staden 1945 en del av den sovjetiska ockupationszonen i Tyskland, senare DDR. Under DDR-tiden byggdes ett flertal nya stadsdelar med elementhus, medan den gamla stadskärnan fick förfalla. Stadens näringsliv präglades framför allt av varvet Volkswerft, som byggde fartyg för östblocket.

### Efter 1990
Efter Tysklands återförening 1990 blev Stralsund modellstad för stadsplaneringen i de nya förbundsländerna. Den historiska stadskärnan sanerades grundligt och de kringliggande bostadsområdena renoverades och revs delvis.
Sedan 2002 utgör de två historiska stadskärnorna i Stralsund och Wismar tillsammans en del av Unescos världsarv, i egenskap av unikt välbevarade medeltida hansestäder.
I juli 2006 besökte USA:s dåvarande president George W. Bush Stralsund för ett bilateralt möte med den sedan mindre än ett år sittande tyska förbundskanslern Angela Merkel. Valet av plats berodde på att Stralsund är förbundskanslerns valkrets och stadens närhet till det då stundande G8-mötet.

## Näringsliv
Näringslivet har haft stora svårigheter efter återföreningen som ännu inte är övervunna. En stor arbetsgivare är varvsindustrin Volkswerft Stralsund. I staden finns även bryggeriet Störtebeker som bland annat producerar Störtebeker och Stralsunder Pils. Sommartid är orten ett viktigt turistmål i egenskap av världsarv och infartsport till semesterön Rügen.

## Kultur och sevärdheter

### Historiska minnesmärken
Den äldsta stadsdelen, med omkring 570 medeltida hus, ligger kring Alter Markt. Stralsund har tre medeltida kyrkor:
- Nikolaikyrkan (1276)
- Mariakyrkan (1298). I Mariakyrkan finns ett gravmonument över Johan Paulinus Lillienstedt och anses vara Pommerns finaste barockskapelse. Det utfördes av den nederländske bildhuggarmästaren Johann Baptist Xavery.
- Jakobskyrkan (1303)

Därutöver finns rådhuset från 1200-talet, som har sitt nuvarande utseende efter arkitekten Nils Eosander och det 1250 grundade Katharinenklostret, som sedan 1924 är ett kulturhistoriskt museum. I staden finns även det forna Johannisklostret, numera stadsarkiv. Av nyare datum, ombyggt 1740, ligger vid rådhustorget det svenska kommendanthuset, där stadens högste militäre befälhavare bodde. Fortifikationsingenjören, överstelöjtnant Cornelius Loos. stod för ritningarna till guvernörspalatset för Svenska Pommern, som uppfördes under åren 1726-1730.

### Museer

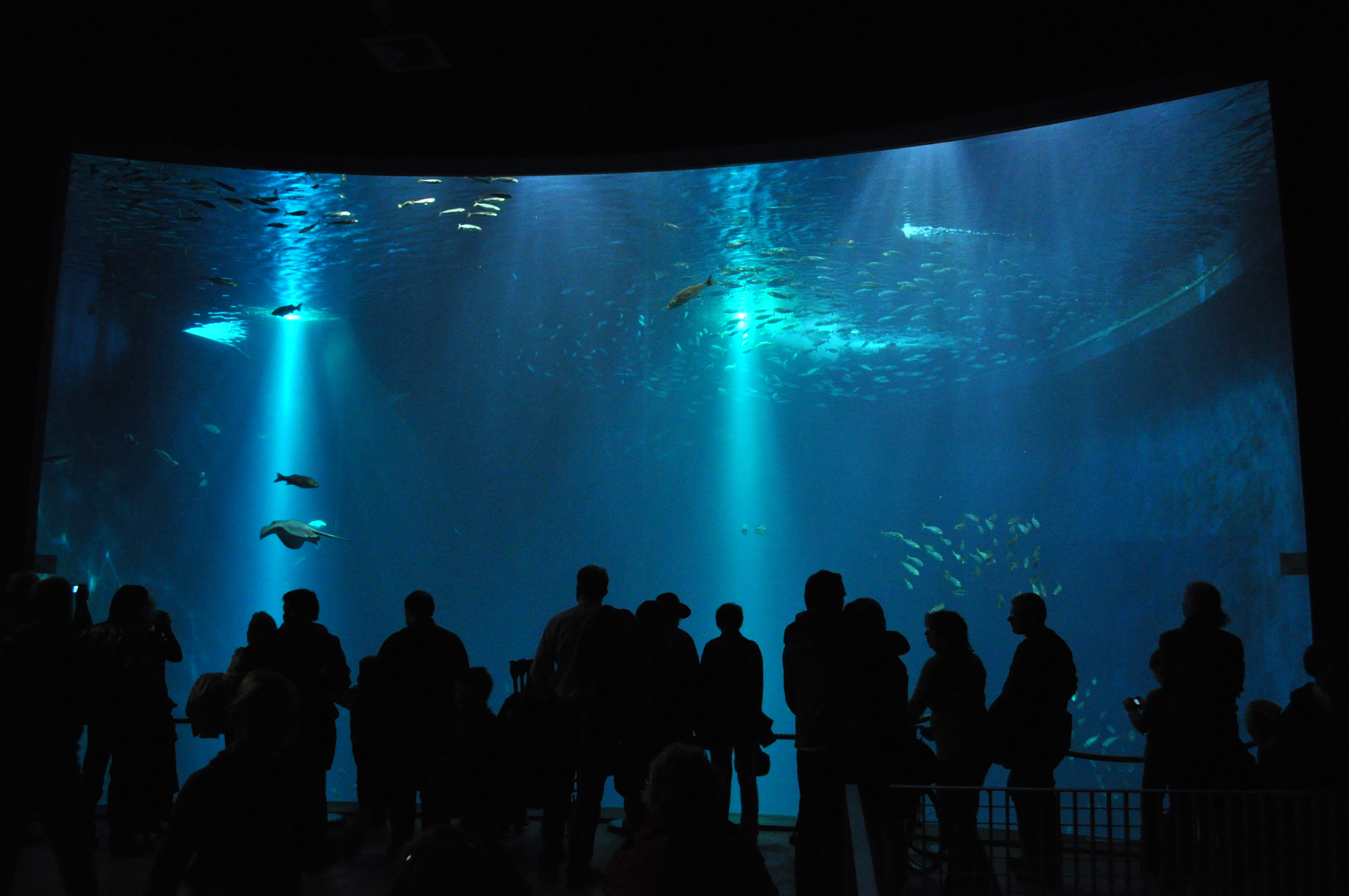
Akvarium på Ozeaneum

- Det tyska havsmuseet, Deutsches Meeresmuseum, med Ozeaneum Stralsund, är det mest besökta museet i norra Tyskland.  
  - Museets huvudbyggnad ligger i Katharinenkloster i Stralsund, och visar bland annat utställningar om sjöfart, fiske och liv i haven.
  - Ozeaneum i Stralsunds hamn utgör en modern filial till museet, öppnad 2008, och är ett akvariemuseum, med stora akvarier och utställningar omkring temat Östersjöns och de nordliga världshavens växt- och djurliv.
  - Nautineum på ön Dänholm utanför Stralsunds hamn utgör en filial som särskilt behandlar sjöfart och utforskning av haven, samt skeppsvarvet i Stralsund.
  - Natureum Darsser Ort är en filial belägen i Darsser Ort på norra delen av ön Darss, och behandlar särskilt öns landskap och växt- och djurliv.

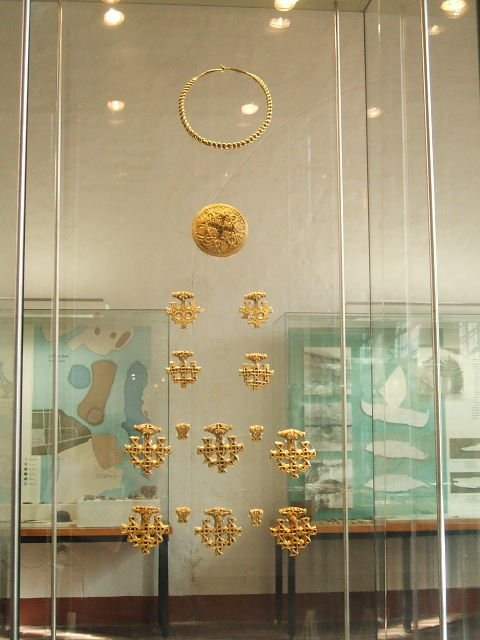
Hiddenseesmycket, ett av de mest berömda konstföremålen på det kulturhistoriska museet.

- Kulturhistorisches Museum har flera filialer i staden:
  - Huvudbyggnaden i Katharinenkloster innehåller utställningar om stadens historia och samlingar av porträtt, mynt, vetenskapliga instrument och konstföremål.
  - Museumsspeicher, beläget i en gammal lagerbyggnad på Böttcherstrasse, innehåller museets leksakssamlingar och etnografiska utställningar.
  - Museumshaus på Mönchstrasse visar det vardagliga livet i ett medeltida köpmannahus, i ett restaurerat historiskt hus.
  - Marinmuseum vid skansen på Dänholm visar Tysklands militära marinhistoria, från grundandet av Preussens flotta till nutid, och har även utställningar om undervattensarkeologi.

### Teater

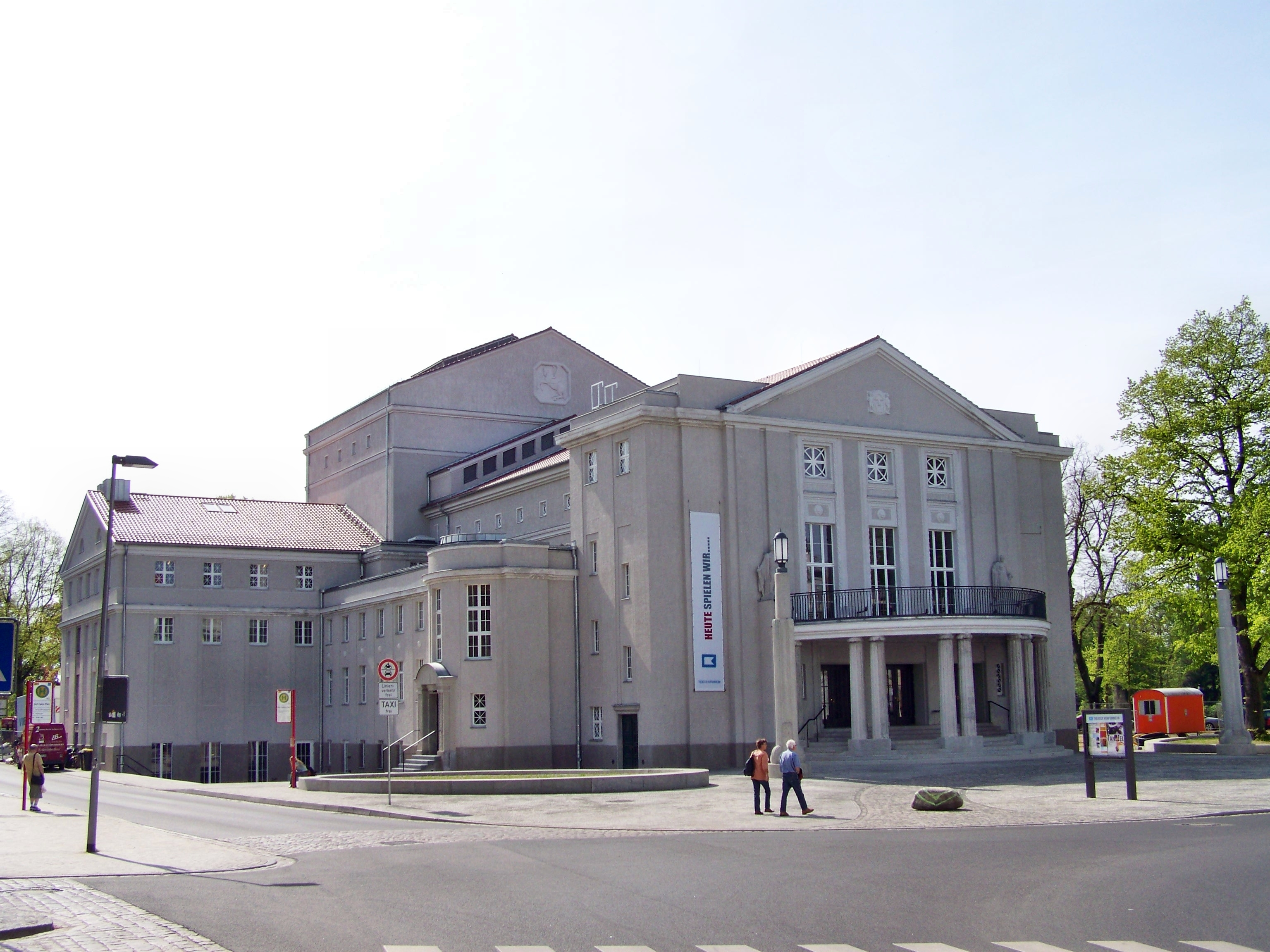
Stralsunds teater

Sedan 1995 utgör Stralsunds teater en av tre scener tillhörande Theater Vorpommern. De två andra scenerna är belägna i Greifswald och Putbus.

## Kommunikationer

### Vägtrafik
Den närmaste motorvägen är den tyska östersjökustmotorvägen A20, med en avfart belägen omkring 30 km söder om Stralsund vid Grimmen.
Förbundsvägarna B 96 (norrut mot Sassnitz och söderut mot Berlin och Zittau) samt B 105 (Selmsdorf-Greifswald) passerar genom Stralsund.  B 194 söderut mot Gross Plassten börjar i Stralsund.
Bundesstrasse 96 passerar vid Stralsunds hamn Rügenbron över Strelasund, mellan fastlandet och ön Rügen.

### Järnväg

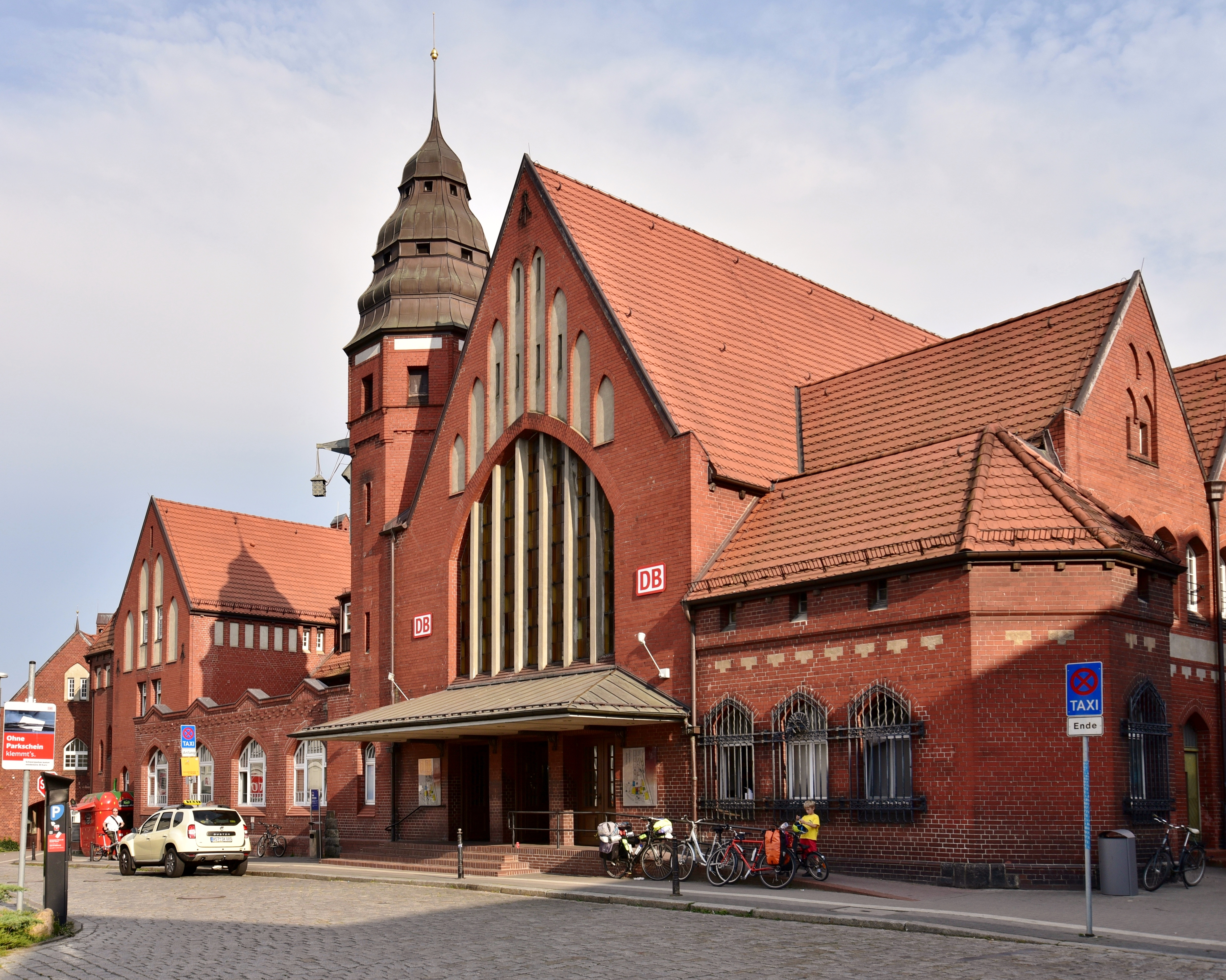
Stralsunds centralstation

Stralsunds centralstation har direkta fjärrtågs- och regionaltågsförbindelser västerut mot Rostock och Hamburg, mot Berlin över Prenzlau eller Neubrandenburg, mot städerna Sassnitz, Binz och Bergen auf Rügen, samt mot Świnoujście och ön Usedom.

## Kända invånare
Den mest kända personen med anknytning till staden idag är förbundskanslern Angela Merkel, som är direktvald förbundsdagsledamot i stadens valkrets och har sitt lokala kontor i staden.
- Gustaf d'Albedyhll (1758–1819), svensk diplomat och författare.
- Christof Beetz (1670–1746), Platz-Major, Stabs-Major, Stralsund
- Sten Svantesson Bielke (1598–1638), svensk generalguvernör i Pommern.
- Carl Fredrik Bohnstedt (1776–1838), svensk brukspatron.
- Fredrik Boije (1773–1857), svensk officer, tecknare och författare.
- Erich Brandenburg (1868–1946), tysk historiker.
- Hermann Burmeister (1807–1892), tysk zoolog och paleontolog.
- Christian Ehrenfried von Carisien (1749–1794), svensk diplomat.
- Fredrik Henrik af Chapman (1721–1808), skeppsbyggare och viceamiral.
- Gunno Dahlstierna (1661–1709), lantmätare och lyriker.
- Georg Detharding (1671–1747), tysk läkare.
- Gustaf Duwall (1630–1692), statlig ämbetsman och lantmarskalk.
- Carl Gustaf Dücker (1663–1732), svensk fältmarskalk och ståthållare i Stralsund.
- Fabian von Fersen (1626–1677), svensk överkommendant i Stralsund, senare fältmarskalk och generalguvernör i Skåne.
- Otto Fock (1819–1872), tysk historiker.
- Carl Edvard Fritze (1811–1894), tysk-svensk bokhandlare och förläggare.
- Werner Fuetterer (1906–1991), tysk skådespelare.
- Carl Gustaf Friesendorff (1663–1715), svensk friherre och diplomat.
- Thomas Funck (1580–1645), tysk-svensk köpman och bruksägare.
- Silke Gladisch-Möller (född 1964), friidrottare.
- Hans-Ulrich Grapenthin (född 1943), tidigare östtysk fotbollsspelare och OS-medaljör.
- Johan Haberman (1707–1780), svensk ämbetsman och industrialist.
- Johan Fredrik Hallardt (1726–1794), svensk postmästare och musikvetare.
- Arvid Niclas von Höpken (1710–1778), fästningskommendant.
- Hermann Karsten (1817–1908), tysk botaniker.
- Johan Carl Kempe (1799–1872), träpatron och köpman, bror till Wilhelm Kempe.
- Johanna Kempe (1818–1909), född Johanna Wallis, hustru till Wilhelm Kempe.
- Wilhelm Kempe (1807–1883), träpatron och grosshandlare, far till Wilhelmina von Hallwyl.
- Carl Reinhold von Krassow (1812–1891), preussisk ämbetsman och politiker.
- Friedrich Heinrich von Krassow (1775–1844), tysk-svensk friherre, officer och politiker.
- Carl Friedrich von Ledebour (1786–1851), tysk botaniker.
- Axel Lillie (1603–1662), generalguvernör i Svenska Pommern.
- Lasse Lucidor (1638–1674), svensk lyriker, bodde periodvis i Stralsund.
- Johan August Meijerfeldt den yngre (1725–1800), svensk officer, fältmarskalk.
- Angela Merkel (född 1954), kristdemokratisk politiker och förbundskansler, förbundsdagsledamot för Stralsund och Rügens valkrets.
- Eva Merthen (1723–1811).
- Friedrich Wilhelm Theodor Pieper (1813–1866), tysk-svensk musiker.
- Johan Frans Pollett (1729–1801), svensk kommendant i Stralsund.
- Franz Rauch (1876–1960), tysk manusförfattare.
- Claudia Rusch (född 1971), författare.
- Lars Jacob von Röök (1778–1867), svensk konstnär och arkitekt.
- Carl Wilhelm Scheele (1742–1786), tysk-svensk apotekare och kemist.
- Fredrik Bogislaus von Schwerin (1764–1834), greve, präst, riksdagsman och finansman.
- Georg Friedrich Schömann (1793–1879), tysk filolog.
- Philip Johan von Strahlenberg (1676–1747), officer och kartograf.
- Nicodemus Tessin den äldre (1615–1681), tysk-svensk arkitekt.
- Anders Torstenson (1641–1686), greve och generalguvernör i Estland.
- Nadja Uhl (född 1972), tysk skådespelare.
- Jakob Wahren (1784–1846), tysk-svensk klädesfabrikant.
- Christian Ehrenfried Weigel (1748–1831), tysk-svensk naturforskare.
- Erika Wendt (1917–2003), översättare och spion.

## Vänorter
- Malmö, Sverige
- Trelleborg, Sverige
- Stargard Szczeciński, Polen
- Ventspils, Lettland